# Masakry v Liepāji
Masakry v Liepāje byly série hromadných poprav. Mnoho jich bylo veřejných nebo poloveřejných. Konaly se v Liepāje a v jejím okolí na západním pobřeží Lotyšska v roce 1941 po nacistické okupaci Lotyšska. Hlavními pachateli byly oddíly Einsatzgruppen,Sicherheitsdienst (SD), Ordnungspolizei (ORPO), lotyšská pomocná policie a milice. Wehrmacht a německé námořní síly se účastnily střelby. Kromě Židů zabíjeli nacisté a jejich lotyšští spolupracovníci také Romy, komunisty, mentálně nemocné a tzv. „rukojmí“. Na rozdíl od ostatní vražd v Lotyšsku během Holocaustu bylo zabíjení v Liepāje prováděno na otevřených místech. Asi 5 000 z 5 700 Židů uvězněných v Liepāje bylo zastřeleno, většina z nich v roce 1941. K zabíjení docházelo na různých místech uvnitř i vně města, včetně Rainisova parku (Raiņa parks) v centru města, v oblasti přístavu pak u stadiónu fotbalového klubu Olimpija a majáku. Největší masakr 2731 Židů a 23 komunistů se stal 15. – 17. prosince 1941 v dunách nedaleko Šķēde na starém výcvikovém území lotyšské armády. O zabíjení Židů v Liepāje se ví více než v jiných městech s výjimkou Rigy.

## Německá invaze
Liepāja byla nacisty považována za obzvláště významné město – byla zde námořní základna a také významný mezinárodní přístav. S ohledem na to předpokládali, že jeho obyvatelé jsou více nakloněni ke komunismu. Německá armáda plánovala obsadit město v první den války, v neděli 22. června 1941. Útok na Liepāju byl veden německou 291. pěší divizí. Silný odpor Rudé armády a dalších sovětských sil však bránil Němcům vstoupit do města až do 29. června 1941. Odpor včetně odstřelování pokračoval ještě několik dnů poté. Město bylo v bojích těžce poškozeno a požáry hořely po celé dny.

## Popravy začínají
V Lotyšsku začal holokaust v noci z 23. na 24. června 1941, kdy v Grobině (město nedaleko Liepāji) členové Sonderkommanda 1a zabili 6 místních Židů na kostelním hřbitově. Jakmile Liepāja 29. června 1941 padla, „v prvních hodinách okupace začal hon na Židy“. Profesor Ezergailis odhaduje, že do rukou Němců padlo asi 5700 Židů z Liepāji a okolí .
Ve dnech 29. a 30. června 1941 němečtí vojáci vykonávali náhodné popravy Židů ve městě Liepāja. Bylo při nich zabito kolem 99 Židů (plus/minus 30). Popravy začaly téměř okamžitě. Například 29. června v 17.00 přijíždějící němečtí vojáci chytili 7 Židů a 22 Lotyšů a zabili je v kráteru, který vytvořila bomba, uprostřed ulice Ulicha. Ten samý den v 21.00 přišli němečtí vojáci do ulice Hika, kde shromáždili všechny obyvatele a zeptali se, jestli jsou tu nějací uprchlíci z Německa. Jeden muž, Walter (nebo Viktor) Hahn, dirigent, který uprchl z Vídně v roce 1938, vystoupil a byl okamžitě zastřelen. (Jiný zdroj tvrdí, že byl Hahn zabit davem Lotyšů podněcovaným nacisty.) Další den, 30. června, šli vojáci do městské nemocnice, kde přes protesty Lotyšů mezi nemocničním personálem zatkli několik židovských lékařů a pacientů a zastřelili je. Mezi oběťmi byla desetiletá Maša Blumenau.

## Masakr v Rainisově parku
29. června 1941 oddíl Einsatzkommanda 1a (EK 1a) pod vedením SS-Obersturmbannführera Reicherta vstoupil do Liepāji. Jeden z prvních lidí, které EK 1a zabila, byl 30. června hudebník Aron Fränkel, který nevěděl, že si Einsatzkommando zřídilo sídlo v místě jeho zaměstnání v hotelu St. Petersburg. Když přišel do práce, byl identifikován jako Žid a na místě zastřelen.
Během bojů kopaly sovětské síly obranné příkopy v Rainisově parku v centru Liepāji. 3. a 4. července 1941, v prvním zdokumentovaném masakru v Liepāje, muži z Reichertova EK 1a, vesměs Němci a členové SD, obklíčili Židy a donutili je vypochodovat k příkopům v parku. Jakmile byli u příkopu, zastřelili je a těla shodili dolů. Není známo, kolik lidí bylo při těchto popravách zabito. Odhady se pohybují od několika desítek do 300. Po válce došla vyšetřovací komise Sovětského svazu k závěru, že v parku bylo zastřeleno 1 430 lidí; profesor Ezergailis to označuje za přehnané. Jeden účastník, Harry Fredrichson, později vypověděl, že se účastnil jednoho z masakrů, ve kterém bylo zabito 150 lidí.

## Protižidovská opatření

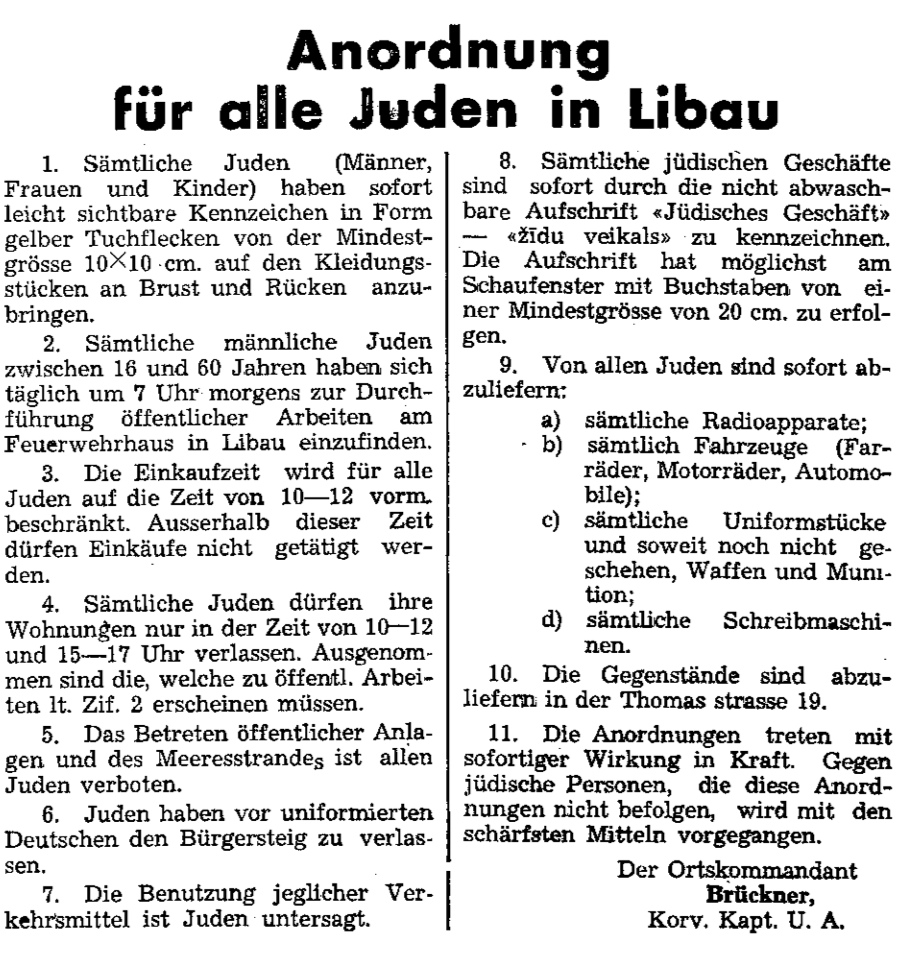
Protižidovská opatření nařízená německým námořním velitelem v Liepāji 5. července 1941

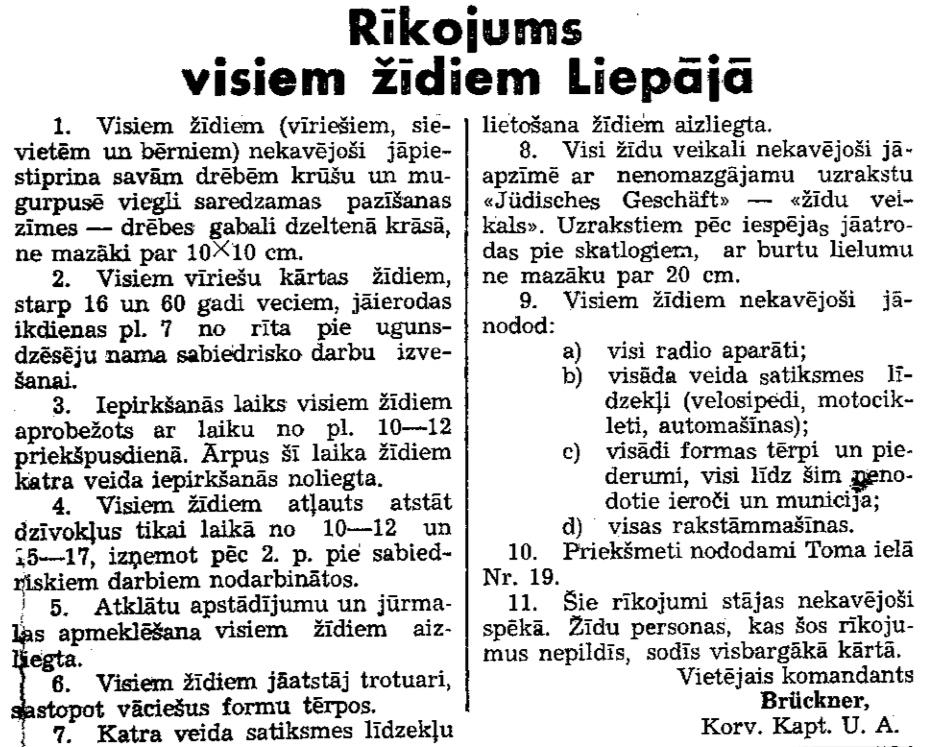
Lotyšské znění protižidovských opatření nařízených německým námořním velitelem.

Jako námořní základna se Liepāja dostala pod vedení německého námořnictva Kriegsmarine. Nadporučík (Korvettenkapitan) Stein byl jmenován velitelem města. 1. července 1941 Stein nařídil, že za každou sabotáž bude zastřeleno deset rukojmích, a dále umístil civilisty do zaměřené oblasti, když tvrdil, že se vojáci Rudé armády schovávají mezi nimi v civilním oděvu. Toto bylo první oznámení o ohrožení rukojmích střelbou v Lotyšsku. 5. července 1941 vydal Korvettenkapitan Brückner, který nastoupil místo Steina, soubor protižidovských nařízení. Byla zveřejněna v místních novinách Kurzemes Vārds. Byla tato::
- Všichni Židé musí nosit žlutou hvězdu na přední i zadní části svého oděvu;
- Všichni židovští muži od 16 do 60 let byli povinni vykonávat veřejné práce;
- Nákupní hodiny byly pro Židy omezeny od 10 do 12 hodin. Židé mohli vycházet ze svých sídel v těchto hodinách a také mezi 15. a 17. hodinou;
- Židé byli vyloučeni z veřejných akcí a dopravy, nesměli chodit na pláž;
- Židé museli opustit chodník, pokud se setkali s Němcem v uniformě;
- Židovské obchody musely být označeny ve výloze nápisem „Židovský obchod“;
- Židé museli odevzdat rádia, psací stroje, uniformy, zbraně a dopravní prostředky.[16]

## Popravy rukojmích 7. července
3. nebo 4. července vstoupil velitel oddílu Einsatzkommanda 2 Erhard Grauel do města s třiceti muži, většina z nich byla od policejního praporu 9 z Ordnungspolizei. Reichert byl tehdy zaměstnán popravami v parku Rainis, což popsal Grauelovi jako „zvláštní úkol“. Reichert odešel den po Grauelově příjezdu. Grauel převzal Ženskou věznici a použil ji jako vězení pro osoby stíhané nacistickým režimem. Jednalo se většinou o Židy, ale byli zatýkáni také komunisti a jejich stoupenci. Byly rozšiřovány zvěsti o odpovědnosti Židů za komunistická zvěrstva během sovětského režimu v Liepāji. Většinu zatčení, pokud ne všechna, prováděla lotyšská milice („domobrana“). 6. července 1941 viděl německý válečný korespondent Werner Hartman Ženskou věznici tak přeplněnou, že nebyl ani dostatek místa na to, aby si vězni mohli lehnout.
První popravy byly provedeny Grauelem. Bylo zabito asi 30 Židů a komunistů, kteří byli zatčeni od 5. do 7. července a popraveni 7. července 1941 jako „rukojmí“ podle vyhlášky nadporučíka Steina ze dne 1. července, kterou pravděpodobně vydal jako odplatu za výstřely, které byly směřovány na německé hlídky v okolí Liepāji. Grauel na popravu vybral každého pátého vězně a jeho muži je zastřelili na pláži v dunách nedaleko majáku. Poválečný soud oznámil, že zabitých rukojmích bylo 30. Anders a Dubrovkis odhadovali 27 plus/minus 16.

## Střelby 8. – 10. července
Okolo 7. července 1941 se Reichert vrátil do Liepāji se zprávou od velitele Einsatzgruppe A Franze Waltera Stahleckera, že je Grauel obviněný z toho, že nepopravuje lidi dostatečně rychle. Grauel Reichertovi ukázal seznam zadržených lidí a Reichert zaškrtl několik lidí a požadoval, aby byli ihned zastřeleni. Grauel nařídil svému asistentovi Neumanovi, aby popravy zorganizoval. 8., 9. a 10. zastřelili Grauelovi muži každý den 100 lidí, téměř všichni byli Židé. Z ženské věznice byli odvezeni na popraviště ve skupinách po dvaceti.
Podle pozdějšího svědectví Hartmana, který se účastnil zabíjení 8. července v 11:00 – 17:00, bylo během této doby zabito 200 lidí. Procedura byla pro lotyšské „bojovníky za svobodu“ (takto byli pojmenováni Hartmanem). Deset obětí šlo dlouhým příkopem, který končil v jámě. Tam byli srovnáni do dvou řad a postříleni Němci, ale možná také Lotyši. Oblast popraviště byla střežena Němci a Lotyši, kteří byli rozlišeni červenobílými páskami na rukávech.
Popravy se nejdříve konaly každé dva týdny, někdy i častěji, na pláži jižně od majáku. Počáteční popravní oddíly byly německé, později je nahradilo lotyšské komando.
Grauel později u poválečného soudu dosvědčil, že požádal o uvolnění z velení kvůli stresu z masakrů 8. – 10. července. Jeho žádosti bylo vyhověno Rudolfem Batzem, velitelem Einsatzkommanda 2, a na konci října se vrátil do Německa studovat práva. Profesor Ezergailis však poznamenal, že před návratem do Německa i přes jeho tvrzení, že byl masakry šokován, odjel Grauel z Liepāji do blízkého města Ventspils, kde organizoval další zabíjení.

## 24. – 25. července: První Arajsova akce
22. července 1941: „… Je tu asi 8000 Židů … se stávajícím personálem SS to bude trvat asi rok, což je neudržitelné pro zpacifikování Libau.“
27. července 1941: „Židovský problém v Libau byl do značné míry vyřešen popravami 1100 Židů – mužů SS komandem z Rigy 24. – 25. července.“
Hans Kawelmacher, námořní velitel v Libau.

Grauel byl nahrazen SS-Untersturmführerem Wolfgang Küglerem 10. nebo 11. července. Pod dohledem Küglera docházelo k masakrům zhruba dvakrát týdně. Střílení malých skupinek Židů pokračovalo po 10. červenci každý večer. Tyto střelby byly organizovány Küglerem. Často se jednalo o méně než 10 osob. Přesné číslo zabitých v těchto akcích není známo, ale Anders a Dubrovskis odhadují, že jich mohlo být zabito 81 (plus/minus 27). Také odhadují celkový počet obětí na 287 osob (plus/minus 130).
16. července 1941 byl Fregattenkapitän Dr. Hans Kawelmacher jmenován německým námořním velitelem v Liepāji. 22. července poslal Kawelmacher telegram německému baltskému velení námořnictva v Kielu, který oznamoval, že chce poslat do Liepāji 100 mužů SS a 50 Schutzpolizei („ochranná policie“) pro „rychlou realizaci židovského problému“. „Rychlou realizací“ Kawelmacher myslel „urychlené zabíjení“. Hromadné zabíjení Židovských mužů začalo v Liepāji ihned a pokračovalo během 25. července 1941. 
Z Rigy bylo převedeno Arajsovo komando v čele s velitelem Viktorem Arajsem, aby provedlo střelbu, která se konala 24. a 25. července. Bylo popraveno 910 židovských mužů (plus/minus 90). Výpovědi z jiných zdrojů, že jich bylo zabito 3 000 (Vesterman) a 3 500 (Sovětská mimořádná komise), jsou nesprávné.
První akci Arajsova komanda později popsal Georg Rosenstock, velitel druhé roty 13. praporu policie Reserve. Po válce dosvědčil, když on a jeho jednotka dorazila v červenci 1941 do Liepāji, že slyšeli od procházejících mariňáků, že jsou Židé ve městě neustále popravováni. Mariňáci se na popravy chodili dívat. O několik dní později, v sobotu 24. července 1941, viděl Rosenstock Židy (identifikoval je podle žluté hvězdy na jejich oděvu) krčící se v zadní části kamionu, který byl střežen ozbrojenými Lotyši. Rosenstock, který byl sám ve vozidle, následoval vůz na sever města na pláž nedaleko vojenské základny, kde viděl Küglera, muže SD a několik Židů.
Židé se krčili na zemi. Museli chodit ve skupinkách asi po deseti a zastavit se na okraji jámy. Tam byli zastřeleni lotyšskými civilisty. Popraviště navštívila spousta německých diváků od námořnictva z Reichsbahn (vnitrostátní železnice). Obrátil jsem se na Küglera a řekl v žádných nejistých termínech, že je nepřijatelné provádět střelby před diváky.

## Střelby od srpna do 10. prosince
Další zabíjení pokračovalo v srpnu po první akci Arajsova komanda, ale v menším měřítku. Od 30. srpna do 10. prosince 1941 došlo k mnoha střelbám, ve kterých bylo zabito 600 Židů, 100 komunistů a 100 Romů. Anders a Dubrovskis odhadli celkové množství obětí do 15. srpna 1941 plus 153 nebo minus 68. Loďmistrův kamarád Schulz z přístavu vypověděl, že tento den v srpnu 1941 slýchal nepřetržitou střelbu po celý den.
Mezi 17. a 18. hodinou Schulz a další muži veslovali kolem přístavu a viděli, co se děje. Následovali zvuky střelby, až se dostali do staré pevnosti. Protože v pevnosti stáli na bunkru, mohli vidět dlouhý hluboký příkop, který byl Židy údajně vykopán předchozí den. Bylo to asi jeden kilometr od majáku. Dívali se na to asi hodinu nebo hodinu a půl. Během této doby dorazily na místo 3 nebo 4 vozy, z nichž každý vezl pět Židů. Museli si do vozů lehnout. Když přijeli na místo, řidič dojel až k příkopu. Lotyšské stráže nutily oběti, aby šly přímo do příkopu. Tým pěti mužů, možná Lotyšů, ale pravděpodobněji německých příslušníků SD, je potom zastřelil přímo do hlavy. Dohlížející důstojník SS a SD pak střílel znovu, pokud někdo nebyl zabit.

## Masakry Romů
Romové byli také cílem nacistické okupace. 4. prosince 1941 Hinrich Lohse vydal nařízení, které uvádělo:
Romové putující po venkově představovali dvojí nebezpečí.
1. Přenašeči infekčních onemocnění, především tyfu;
2. Nespolehlivé elementy, které nedodržují předpisy německých orgánů, ani nejsou schopni dělat užitečnou práci. Existuje opodstatněné podezření, že poskytují informace nepříteli a tím poškozují německé věci. Proto by s nimi mělo být zacházeno jako s Židy.

Romům bylo také zakázáno žít podél pobřeží v Liepāji. 5. prosince 1941 zatkla lotyšská policie v Liepāji 103 Romů (24 mužů, 31 žen a 48 dětí). Lotyšská policie je přesunula do vazby šéfa německé policie Fritze Dietricha „k sledování“, nacistický eufemismus pro vraždu. 5. prosince 1941 jich bylo 100 zabito nedaleko Frauenburgu.
Od 18. května 1942 německá policie a velitel SS v Liepāji uvedli v protokolu, že během předchozího neurčitého období bylo zastřeleno 174 Romů. Německá politika o Romech se lišila. Obecně se zdálo, že bloudění nebo „cestování“ Romů (vagabundierende Zigeuner) bylo zaměřeno protichůdně k neputující nebo „sedavé populaci.“ 21. května SS velitel policie v Liepāji a SS velitel zaznamenal popravu 16 cestujících Romů z okresu Hasenputh. Dokumentace však vždy nerozdělovala jednotlivé skupiny Romů. 24. dubna 1942 EK A hlásilo, že bylo zabito 1 272 lidí, z toho 71 Romů bez dalšího popisu.

## 15. – 17. prosince: „Velká akce“

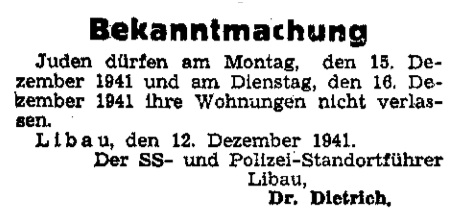
Nacistická policie varuje Židy Liepāji, aby 15. a 16. prosince 1941 zůstali ve svých domech.

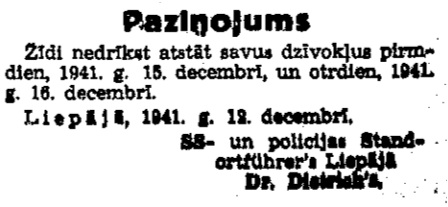
Nacistické varování (v Lotyštině)

Největší masakry v Liepāji se konaly během tří dnů od pondělí 15. prosince do středy 17. prosince 1941. 13. prosince publikoval Kurzemes Vārds příkaz Emila Diedricha z nacistické policie v Liepāji, který vyžadoval, aby všichni Židé zůstali 15. – 16. prosince ve svých domovech. Příkaz přišel z ústředí SD v Rize; zda byl přijat Küglerem nebo jeho zástupcem Reichlem bylo sporné. Jak Kügler tak Reichle prohlašovali, že byl Kügler na dovolené v Německu. Lotyšská policie začala zatýkat Židy ve městě v noci 13. – 14. prosince. Odvedla je do ženské věznice, kde byli zavřeni na nádvoří. Nebylo tam pro lidi dost místa, proto jim bylo nařízeno, aby se postavili čelem ke zdi a nehýbali se, nekoukali na své příbuzné nebo na stráž, která bila lidi a zacházela s nimi velice brutálně. Na pláži u Šķēde byla stará dřevěná budova, garáž, stodola nebo stáj. V neděli večer 14. prosince byli někteří Židé vzati do této budovy.
Peteris Galiņš, který byl zabit v Rusku v zimě roku 1943, měl na starosti lotyšskou stráž a nařídil, aby se tým 20 lidí hlásil v 5:30 ráno 15. prosince do služby.
Popraviště bylo na pláži severně od města a severně od malé stodoly nebo garáže, která byla využívána jako dočasné místo pro zadržení obětí, než se dostaly na řadu k popravě. Příkop byl vykopán v dunách, běžel paralelně s pobřežím a byl asi 100 m dlouhý a 3 m široký. Zástupy Židů byly formovány v ženském vězení a pochodovaly pod dohledem stráže na popraviště. Strážci byli Lotyši s Němci jako vedoucími.
Jakmile byli na místě, Židé byli umístěni do stodoly a přivoláváni ve skupinách po 20 lidech. 40 – 50 metrů od příkopu jim bylo poručeno, aby si lehli obličejem na zem. Skupina deseti lidí se musela postavit a kromě dětí si Židé museli svléknout svrchní oblečení. Když se dostali blíže k příkopu, museli se svléknout úplně. Lotyšský strážník Bulvāns později vypověděl, že viděl dva Němce SS-Scharführera Karla-Emila Strotta  a Philipa Krappa, jak používali bič na lidi, kteří se nechtěli přesunout k jámě.
Střelbu prováděly tři jednotky, jedna německá, druhá složená z lotyšských příslušníků SD a třetí lotyšská policie, zřejmě pod vedením Galinše. Oběti byly umístěny podél příkopu u okraje moře. Stály zády ke svým vrahům, kteří stříleli přes příkop. Po úvodní střelbě vkročil Němec z SD do příkopu, zkontroloval těla a zastřelil ty, co zůstali naživu. Cílem bylo, aby těla spadla rovnou do příkopu, ale ne vždy se tak stalo. Popravčí měli tzv. „kickera“, který prošel kolem po každé skupině obětí. Kickerovým úkolem bylo doslova kopat, svalit nebo strčit těla do hrobu. Seržant litevské policie Jauģietis pracoval jako kicker na části zabíjení. Každý popravčí tým byl vystřídán poté, co zabil 10 sad obětí.
Byla to praxe osob velících popravčím v Lotyšsku na podporu pití mezi lotyšskými vraždícími skupinami. Během zabíjení v Liepāji byla u zabíjecích jam připravena konev s mlékem a rumem. Vysocí úředníci wehrmachtu a Kriegsmarine navštívili místo v průběhu poprav.
Lucan, pobočník 707. protiletadlové USMC, popsal, jak viděl popravy 300 – 500 Židů v Liepāje během zimy. Viděl zástup 300 – 500 Židů všech věkových skupin, muže a ženy, jak jsou vedeni pod dohledem stráží kolem jeho centrály na sever po silnici do Ventspils. Příkop byl dlouhý 50 – 75 metrů, 2 – 3 metry široký a okolo 3 metrů hluboký. Lucan neviděl skutečnou střelbu, ale on a další členové jeho jednotky slyšeli střelbu z pušek po dlouhou dobu z místa, kde byla vykopaná jáma. Další den si Lucan místo prohlédl:
Následující den jsem jel s několika členy naší jednotky … do míst poprav na koni. Když jsme přijeli na kopce, mohli jsme vidět ruce a nohy popravených Židů, jak trčí z nedostatečně naplněného hrobu. Po zhlédnutí tohoto jsme jako důstojníci poslali písemné sdělení našemu ředitelství v Liepāji. Výsledkem naší komunikace byli zemřelí Židé důkladně zakryti pískem.

Po střelbě 3. ledna 1942 Kügler oznámil Fritzi Dietrichovi, že místní obyvatelé o popravách věděli a že je dobře nepřijali:
Stále je vyjadřována lítost nad osudem Židů; existuje jen málo hlasů, které jsou pro vyhlazování Židů. Mimo jiné, fáma v zahraničí je, že popravy byly nafilmovány, aby se materiál mohl použít proti lotyšské Schutzmannschaft. Tento materiál je tu, aby prokázal, že popravy prováděli Lotyši a ne Němci.

## Diváci, účastníci a fotografie
Mnoha poprav v Liepāji byli svědky jiné osoby než účastníci. Klee, Dressen a Riess ve své studii o pachatelích holokaustu uvádí, že v mnoha směrech byly popravy veřejné a němečtí vojáci cestovali dlouhé vzdálenosti, aby dostali nejlepší místa a mohli se stát svědky hromadného střílení. Tyto veřejné popravy trvaly celkem dlouhou dobu a staly se formou „turismu poprav“. Nikdo nebyl k vraždám Židů nucen, našli se lidi, kteří odmítli vraždit. Nic zlého se jim nestalo. Ten, kdo odmítl, nebyl poslán do koncentračního tábora,ale ve většině případech byl svými veliteli urážen jako „zbabělec“. Tento vzor byl následován v Liepāji. Například převozník, který pracoval pod kapitánem přístavu, námořnictvo a nejméně 100 vojáků wehrmachtu byli přítomni u popravy.
Richard Wiener, který fotografoval zabíjení Einsatzgruppen, šel fotografovat červencové nebo srpnové masakry. Našel německé vojáky stojící u popraviště ne jako diváky, ale jako účastníky. Filmové záznamy byly pořízeny Richardem Wienerem, když opustil svoji pozici německého námořního seržanta.
Prosincové střelby ve Šķēde vyfotografoval SS-Scharführer Karl-Emil Strott. Staly se nejznámějšími obrazy vražd Židů v Lotyšsku a zobrazují pouze Lotyše. Fotografie nalezl David Zivcon, který pracoval jako elektrikář v kanceláři SD v Liepāji. Nalezl čtyři role filmu, když opravoval elektroinstalaci v německém bytě. Zivcon film ukradl, udělal si kopii a originály vrátil ještě před tím, než bylo zjištěno, že chybějí. Kopie potom uložil do kovové krabice a zakopal je. Poté, co byli Němci vyhnáni z Lotyšska, Zivcon získal zpět kopie, které byly později použity u soudu válečných zločinů a vystaveny v muzeích celého světa.
Profesor Ezergailis také tvrdí, že to byl sám Kügler, kdo střelbu fotografoval, ale samozřejmě pokud byl na dovolené, nemohl fotografovat. Po prosincové střelbě se popravčí opakovaně vraceli na pláž ve Šķēde kvůli dalším vraždám. Příkop podél dun byl údajně prodloužen na 1 km. V roce 1943 byl hrob otevřen a na těla nasypán chlór.

## Ghetto v Liepāje
V červnu 1942, kdy bylo založeno ghetto v Liepāje, bylo naživu pouhých 814 Židů. Ghetto se skládalo z 11 domů ve čtyřech ulicích. Předtím než bylo ghetto v říjnu 1943 zavřeno, byli jeho obyvatelé využíváni k nuceným pracím pro okupační úřady. Během té doby zemřelo 102 lidí a 54 jich bylo popraveno. Podmínky byly kruté a jídlo nestačilo. Ghetto střežili Lotyši v černých uniformách. 8. října 1943 (předvečer Jom kipur) byli přeživší obyvatelé ghetta v Liepāje naloženi do dobytčích vozů a posláni do Rigy. Ghetto bylo zavřeno. Jen tři Židé (dva ševci a jeden zlatník), kteří byli sotva naživu, tam zůstali.

## Spravedlnost

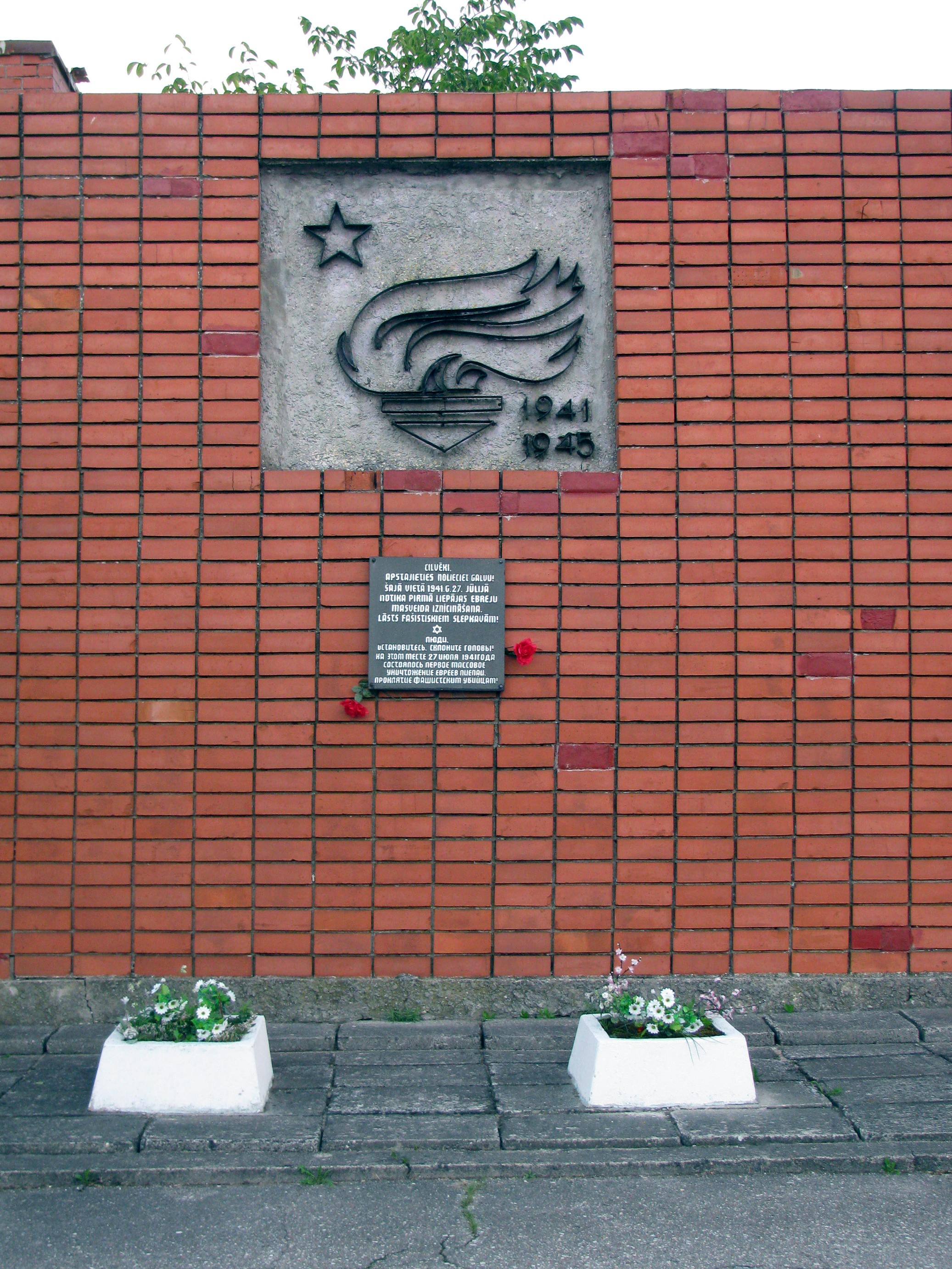
Památník vraždění Židů v Liepáji vybudovaný za éry Lotyšské SSR. Liepája, Roņu iela, u stadiónu Olimpija.

- Viktors Arājs se vyhýbal spravedlnosti několik let, ale v roce 1979 byl odsouzen západoněmeckým soudem na doživotí. Zemřel v roce 1988.
- Fritz Dietrich byl odsouzen ne za jeho zločiny v Lotyšsku, ale za popravy spojeneckých letců. Byl odsouzen k smrti a popraven v roce 1948.
- V roce 1971 odsoudil západoněmecký soud několik příslušníků SD a Ordnungspolizei za účast na masakrech v Liepāje. Hlavním zdrojem informací o zabíjení v Liepāje je záznam z těchto procesů.[4] Soud uložil tyto tresty k odnětí svobody:[48]

Paul Fahrman: jeden a půl roku;
Erhard Grauel: sedm roků;
Gerhard Kuketta: dva roky;
Otto Reiche: pět let;
Georg Rosenstock: dva a půl roku;
Karl-Emil Strott: sedm roků;

## Shrnutí
| Datum               | Místo    | Jméno               | Velitel  | Účastníci    | Jednotky | Metoda  | Počet obětí | Druh                     |
| ------------------- | -------- | ------------------- | -------- | ------------ | -------- | ------- | ----------- | ------------------------ |
| 4. července 41      | Liepāja  | Rainis Park         | Reichert | Frederichson | EK 2     | střelba | 200–300     | Židé                     |
| 7. července 41      | maják    |                     | Grauel   |              |          | střelba | 30          | rukojmí                  |
| 8–10. července 41   | Liepāja  |                     | Grauel   |              |          | střelba | 300?        |                          |
| 24–25. července 41  |          | První Arajsova akce | Kügler   | Arājs        |          | střeba  | 910         | Židé                     |
| konec července 41   |          | Akce Ulleweit       | Kügler   |              |          | střelba | 15          | Židé                     |
| 22. září 41         | Liepāja  |                     | Kügler   |              |          | střelba | 61          | Židé                     |
| 24. září 41         | Liepāja  |                     | Kügler   |              |          | střelba | 61          | Židé                     |
| 25. září 41         | Liepāja  |                     | Kügler   |              |          | střelba | 123         | Židé                     |
| 26. září 41         |          |                     | Kügler   |              |          | střelba | 80          | Židé a komunisté         |
| 30. září 41         |          |                     | Kügler   |              |          | střelba | 21?         | Židé                     |
| není znám           | Kuronsko |                     | Kügler   |              |          | střelba | 15–20       | duševně nemocní          |
| není znám           | Kuronsko |                     | Kügler   |              |          | střelba | 20          | Židé                     |
| 3. října 41         | Liepāja  |                     | Kügler   |              |          | střelba | 37          | Židé                     |
| 4. října 41         | Liepāja  |                     | Kügler   |              |          | střelba | 20          | 18 Židů a 2 komunisti    |
| 8. října 41         | Liepāja  |                     | Kügler   |              |          | střelba | 36          | Židé                     |
| 11. října 41        | Liepāja  | Akce Brückenwache   | Kügler   |              |          | střelba | 67          | Židé                     |
| about Oct 41        | Šķēde    |                     | Kügler   |              |          | střelba | 200         | Židé                     |
| říjen 41            |          |                     | Kügler   |              |          | střelba | 25          | Židé                     |
| říjen 41            |          |                     | Kügler   |              |          | střelba | 50–80       | Židé                     |
| říjen 41            | Liepāja  |                     | Kügler   |              |          | střelba | skupiny     | komunisté                |
| říjen 41            | Šķēde    | Akce Linharts       | Kügler   |              |          | střelba | 33          | 30 mužů, 3 ženy          |
| konec října 41      |          |                     | Kügler   |              |          | střelba | 80          | muži, ženy děti          |
| konec října 41      | Priekule |                     | Kügler   |              |          | střelba | 20          | Židé                     |
| 3. listopadu 41     | Aizpute  |                     |          |              |          | střelba | 386         | Židé                     |
| 6. listopadu 41     | Liepāja  |                     |          |              |          | střelba | 5           | 2 Židé a 3 komunisti     |
| 10. listopadu 41    | Liepāja  |                     |          |              |          | střelba | 56          | 30 Židů a 26 komunistů   |
| začátek prosince 41 | Šķēde    |                     |          |              |          | střelba | 100         | Romové                   |
| 15.–17. prosince 41 | Šķēde    |                     |          |              |          | střelba | 2 749       | Židé (muži, ženy a děti) |
| 15. prosince 41     | Liepāja  |                     |          |              |          | střelba | 270         | Židé                     |
| prosinec 41         |          |                     |          |              |          | střelba |             | duševně nemocní          |
| 15. února 42        | Šķēde    |                     |          |              |          | střelba |             | Židé                     |
| začátek března 42   | Šķēde    |                     |          |              |          | střelba | asi 20      | komunisté                |
| duben 42            | Šķēde    |                     |          |              |          | střelba | 15–20       | muži                     |
| konec března 42     |          |                     |          |              |          | střelba | 20          | Lotyši                   |
| léto 42             | Šķēde    |                     |          |              |          | střelba |             |                          |

### Historiografie
- Anders, Edward, and Dubrovskis, Juris, "Who Died in the Holocaust? Recovering Names from Official Records", 17 Holocaust and Genocide Studies, No. 1, Spring 2003, str. 114–138. on-line version
- Dribins, Leo, Gūtmanis, Armands, and Vestermanis, Marģers, Latvia's Jewish Community: History, Tragedy, Revival (2001), dostupný na the website of the Latvian Ministry of Foreign Affairs
- Dribin, Leo, Kurzeme's and Zemgale's Jews, University of Latvia website[nedostupný zdroj]
- Ezergailis, Andrew, The Holocaust in Latvia 1941–1944—The Missing Center, Historický institut Lotyšska (ve spolupráci s United States Holocaust Memorial Museum) Riga 1996 ISBN 9984-9054-3-8
- Haggith, Toby, and Newman, Joanna, Holocaust and the Moving Image: Representations in Film and Television since 1933, London ; New York : Wallflower, 2005 ISBN 1-904764-52-5
- Hancock, Ian, "Genocide of the Roma in the Holocaust", Excerpted from Charny, Israel, W., Encyclopedia of Genocide (1997) dostupný on-line na Patrin Web Journal
- Hilberg, Raul, The destruction of the European Jews, (3d ed.) New Haven, Connecticut ; London : Yale University Press 2003 ISBN 0-300-09592-9
- Jewish community of Latvia website
- Kaufmann, Max, Die Vernichtung des Judens Lettlands (The Destruction of the Jews of Latvia), Munich, 1947, do angličtiny proložila Laimdota Mazzarins, dostupné na Churbn Lettland – The Destruction of the Jews of Latvia
- Klee, Ernst, Dressen, Willi, and Riess, Volker, "The Good Old Days" – The Holocaust as Seen by its Perpetrators and Bystanders, (translation by Deborah Burnstone) MacMillan, New York, 1991 ISBN 0-02-917425-2
- "Liepāja", article to be published in Encyclopedia of Camps and Ghettos, Vol. 2, by U.S. Holocaust Memorial Museum
- Lewy, Guenter, The Nazi Persecution of the Gypsies, Oxford University Press 2000 ISBN 0-19-512556-8
- Lumans, Valdis O., Latvia in World War II, Fordham University Press, New York, 2006 ISBN 0-8232-2627-1
- Niewyk, Donald L., and Nicosia, Francis R., The Columbia Guide to the Holocaust, New York : Columbia University Press, 2003
- Roseman, Mark, The Wannsee Conference and the Final Solution—A Reconsideration, Holt, New York, 2002 ISBN 0-8050-6810-4
- Schneider, Gertrude, Muted voices : Jewish survivors of Latvia remember, New York : Philosophical Library, 1987.
- Struk, Janina, Photographing the Holocaust—Interpreting the Evidence, London ; New York : I.B. Tauris, 2004 ISBN 1-86064-546-1
- Vestermanis, Margers, "Local Headquarters Liepaja: Two Months of German Occupation in the Summer of 1941", in Heer, Hannes, and Nauman, Klaus, Shelton, Roy, eds., War of extermination : the German military in World War II, 1941–1944, New York : Berghahn Books, 2000, str. 219–236

### Souzení válečných zločinů a důkazy
- Stahlecker, Franz W., "Comprehensive Report of Einsatzgruppe A Operations up to 15 October 1941", Exhibit L-180 (výňatky z rozsáhlé zprávy), přeloženo a dotisknuto v Office of the United States Chief of Counsel For Prosecution of Axis Criminality, Nazi Conspiracy and Aggression, Volume VII, str. 978–995, USGPO, Washington, D.C. 1946 ("Red Series")
- Trials of War Criminals before the Nuremberg Military Tribunals under Control Council Law No. 10, Nuernberg, October 1946 – April 1949, Volume IV, ("Green Series) (the "Einsatzgruppen case") also available at Mazel library (well indexed HTML version)

### Týdeníky a filmy
- Film of mass shootings at Liepāja (Jedná se o krátký film asi 1,5 min dlouhý. Je pořízený z červencového nebo srpnového střílení 1941 německým vojákem Richardem Wienerem.)
- Fritz Bauer Institut • Cinematographie des Holocaust (podrobně popisuje původ a obsah filmu Reinharda Wienera z červencového nebo srpnového střílení v Liepāje 1941)